# Ожи (Јон)
Ожи (фр. Augy) насеље је и општина у источном делу централне Француске у региону Бургоња, у департману Јон која припада префектури Осер.
По подацима из 2011. године у општини је живело 1040 становника, а густина насељености је износила 205,94 становника/km². Општина се простире на површини од 5,05 km². Налази се на средњој надморској висини од 100 метара (максималној 205 m, а минималној 97 m).

## Демографија
| 1962. | 1968. | 1975. | 1982. | 1990. | 1999. | 2011. |
| ----- | ----- | ----- | ----- | ----- | ----- | ----- |
| 548   | 842   | 866   | 850   | 952   | 1.066 | 1.040 |

График промене броја становника у току последњих година